# The Wanderer
A The Wanderer Donna Summer amerikai énekesnő 1980-ban megjelent albuma. Ez volt az énekesnő első nagylemeze a Geffen Records lemezcégnél. Producerek: Giorgio Moroder és Pete Bellotte. A tekintélyes Rolling Stone szaklap a The Wanderert az év második legjobb albumának választotta Bruce Springsteen The River című LP-je után.

## Háttér-információk
Donna Summer az 1970-es évek legsikeresebb női diszkósztárja volt, a Casablanca Records gondozásában megjelent kis- és nagylemezeinek köszönhetően. Az énekesnő volt „a szerelem First Ladyje”, ám ez az imázs az évek múlásával egyre jobban nyomasztotta őt. A kiadó nemcsak a szakmai életében, hanem már-már a magánéletében is átvette az irányítást: meghatározták öltözködését, viselkedését, nyilatkozatainak témáját és stílusát, partnereit a nyilvánosság előtt stb. Summer depressziós lett: a betegségből való kiutat a keresztény vallásban találta meg. Ezzel párhuzamosan az énekesnő elhatározta, hogy szakít a Casablancával. A dologból per lett, melynek lezárulása után Summer egy új céghez, a Geffen Recordshoz szerződött.
Ezalatt a zenei világban a diszkó válsága következett be. A rock, a new wave és a punk voltak a legdivatosabb irányzatok: az emberek úgy érezték, a diszkózene elveszítette vonzerejét, és egyre inkább egy olyan életformát szimbolizált, amely a luxussal és a drogokkal kapcsolódott össze, ezért – főleg a luxust illetően – egyre távolabb került az átlagemberektől. A diszkólemezek egymás után megbuktak, és mindenki kíváncsian figyelte, mihez kezd most a műfaj addigi királynője, Donna Summer. Voltak sztárok, akik átmenetinek gondolták a diszkó hirtelen háttérbe szorulását: számukra Diana Ross volt a példa, aki 1980-ban az I’m Coming Out című diszkófelvétellel jelentős sikert ért el. Donna azonban úgy döntött, hogy szakít a diszkóval, és új lemezének hangzását a rock és a new wave jegyében alakítja ki. Ehhez régi társai, Giorgio Moroder és Pete Bellotte nyújtottak segítséget.
1980-ban Donna Grammy-díjat kapott mint a legjobb rockénekesnő a Hot Stuff című sláger előadásáért. Ezt a stílust próbálta folytatni az új LP olyan dalaiban, mint a Cold Love és a Nightlife. Az újonnan megtalált keresztény hitről szól saját szerzeménye, a gospel stílusú I Believe in Jesus, melynek előadásáért ismét Grammy-díjra jelölték. Donna gyerekkorában gospelkórusban énekelt, az új dal tehát bizonyos értelemben visszatérést jelentett a gyökerekhez. A kedvező szakmai fogadtatás ellenére a lemez nem lett akkora siker, mint amire számítottak, és mint amilyet megérdemelt volna. A címadó dal volt a legnépszerűbb sláger, a másik két kislemez, a Cold Love és a Who Do You Think You’re Foolin’ már nem keltett akkora feltűnést. Szó volt arról, hogy mindhárom dal remixe fölkerül a 12" Dance / Disco Singles című válogatásalbumra, ám végül maga a válogatás sem jelent meg. 2006-ban a Who Do You Think You’re Foolin’ újabb remixe – house/techno stílusban – a melegdiszkókban lett kisebb sláger.

## A dalok

### „A” oldal
1. The Wanderer (Giorgio Moroder – Donna Summer) 3:47
2. Looking Up (Pete Bellotte – Giorgio Moroder – Donna Summer) 3:57
3. Breakdown (Pete Bellotte – Harold Faltermeyer) 4:08
4. Grand Illusion (Giorgio Moroder – Donna Summer) 3:54
5. Running for Cover (Donna Summer) 4:01

### „B” oldal
1. Cold Love (Pete Bellotte – Harold Faltermeyer – Keith Forsey) 3:38
2. Who Do You Think You're Foolin' (Pete Bellotte – Sylvester Levay – Jerry Rix) 4:18
3. Nightlife (Pete Bellotte – Giorgio Moroder) 4:00
4. Stop Me (Pete Bellotte – Keith Forsey) 3:44
5. I Believe in Jesus (Donna Summer) 3:37

## Közreműködők
- Háttérvokál: Bill Champlin (kivétel: A/4), Carmen Grillo (kivétel: A/4), Tom Kelly (kivétel: A/4), Stephanie Spruill (A/4)
- Basszusgitár: John Pierce, Lee Sklar, Les Hurdle
- Dobok, ütős hangszerek: Keith Forsey
- Gitár: Jeff Baxter, Steve Lukather, Tim May
- Billentyűs hangszerek, szintetizátor: Harold Faltermeyer, Sylvester Levay
- Szaxofon: Gary Herbig
- Producer: Giorgio Moroder, Pete Bellotte
- Hangmérnök: Harol Faltermeyer, Brian Reeves, Jürgen Koppers, Sylvester Levay
- Hangmérnök-asszisztensek: Eric Zabler, Matt Farger
- Maszterelés: Brian Gardner
- Keverés: Giorgio Moroder, Harold Faltermeyer, Jürgen Koppers, Pete Bellotte

## Különböző kiadások

### LP
- 1980 Geffen Records (GEF 99 124, NSZK)
- 1980 Geffen Records (GHS 2000, Egyesült Államok)
- 1980 Geffen Records (XGHS 2000, Kanada)

### CD
- 1994 Polygram (314 522 942-2, Egyesült Államok)

## Kimásolt kislemezek

### 7"
- 1980 The Wanderer / Stop Me (Warner Bros. Records, Geffen Records, WB 17 692, GEF 49563, Egyesült Államok)
- 1980 The Wanderer / Stop Me (Warner Bros. Records, Geffen Records, WEA 79180, Hollandia)
- 1980 The Wanderer / Stop Me (Geffen Records, GEF 49563, Egyesült Államok)
- 1980 The Wanderer / Stop Me (WEA International Inc., K 79180, Európa)
- 1980 Cold Love / Grand Illusion (Geffen Records, GEF 49634, Egyesült Államok)
- 1980 Who Do You Think You’re Foolin’ / Running for Cover (Geffen Records, GEF 49664, Egyesült Államok)

### 12"
- 1980 Cold Love / Grand Illusion (Geffen Records, GEF 79 194, Egyesült Államok)
- 1980 Cold Love / Grand Illusion (Geffen Records, GEF 79 194, NSZK)
- 1983 Woman in Me / Livin’ in America / The Wanderer (WEA International Inc., U 9983 CT, Anglia)

## Az album slágerlistás helyezései
- Anglia: Legmagasabb pozíció: 55. hely
- Egyesült Államok, pop: Legmagasabb pozíció: 13. hely
- Egyesült Államok, R&B: Legmagasabb pozíció: 12. hely
- Japán: Legmagasabb pozíció: 22. hely
- Németország: Legmagasabb pozíció: 54. hely
- Norvégia: 1980. A 44. héttől 16 hétig. Legmagasabb pozíció: 18. hely
- Svédország: 1980. október 31-étől 8 hétig. Legmagasabb pozíció: 15. hely

## Legnépszerűbb slágerek
- The Wanderer

Anglia: Legmagasabb pozíció: 48. hely

Ausztrália: Legmagasabb pozíció: 6. hely

Egyesült Államok: Legmagasabb pozíció: 3. hely

Egyesült Államok, dance: Legmagasabb pozíció: 8. hely

Egyesült Államok, R&B: Legmagasabb pozíció: 13. hely

Hollandia: Legmagasabb pozíció: 24. hely

Japán: Legmagasabb pozíció: 63. hely

Svédország: 1980. október 17-étől 7 hétig. Legmagasabb pozíció: 9. hely
- Cold Love

Anglia: Legmagasabb pozíció: 44. hely

Egyesült Államok: Legmagasabb pozíció: 33. hely

Egyesült Államok, dance: Legmagasabb pozíció: 8. hely

Írország: Legmagasabb pozíció: 30. hely
- Who Do You Think You’re Foolin’

Ausztrália: Legmagasabb pozíció: 100. hely

Egyesült Államok: Legmagasabb pozíció: 40. hely

Egyesült Államok, dance: Legmagasabb pozíció: 8. hely

## Külső hivatkozások
- Dalszöveg: The Wanderer[halott link]
- Dalszöveg: Looking Up[halott link]
- Dalszöveg: Breakdown[halott link]
- Dalszöveg: Grand Illusion[halott link]
- Dalszöveg: Running for Cover[halott link]
- Dalszöveg: Cold Love[halott link]
- Dalszöveg: Who Do You Think You’re Foolin’[halott link]
- Dalszöveg: Nightlife[halott link]
- Dalszöveg: Stop Me[halott link]
- Dalszöveg: I Believe In Jesus[halott link]
- Videó: The Wanderer